# Stanardsville
Stanardsville és una població dels Estats Units a l'estat de Virgínia. Segons el cens del 2000 tenia 476 habitants.

## Demografia
Segons el cens del 2000, Stanardsville tenia 476 habitants, 183 habitatges, i 116 famílies. La densitat de població era de 525,1 habitants per km².
Dels 183 habitatges en un 31,1% hi vivien nens de menys de 18 anys, en un 34,4% hi vivien parelles casades, en un 21,9% dones solteres, i en un 36,6% no eren unitats familiars. En el 34,4% dels habitatges hi vivien persones soles el 14,2% de les quals corresponia a persones de 65 anys o més que vivien soles. El nombre mitjà de persones vivint en cada habitatge era de 2,21 i el nombre mitjà de persones que vivien en cada família era de 2,73.
Per edats la població es repartia de la següent manera: un 23,3% tenia menys de 18 anys, un 6,9% entre 18 i 24, un 22,5% entre 25 i 44, un 17,9% de 45 a 60 i un 29,4% 65 anys o més.
L'edat mediana era de 41 anys. Per cada 100 dones de 18 o més anys hi havia 65,2 homes.
La renda mediana per habitatge era de 24.643 $ i la renda mediana per família de 33.750 $. Els homes tenien una renda mediana de 24.583 $ mentre que les dones 18.889 $. La renda per capita de la població era de 21.317 $. Entorn del 14,3% de les famílies i el 15,1% de la població estaven per davall del llindar de pobresa.

## Poblacions més properes
El següent diagrama mostra les poblacions més properes.